# Leucochimona hiphia
Leucochimona hiphia är en fjärilsart som beskrevs av Jacob Hübner 1816. Leucochimona hiphia ingår i släktet Leucochimona och familjen Riodinidae. Inga underarter finns listade i Catalogue of Life.